# 1242 Zambesia
1242 Zambesia är en asteroid i huvudbältet som upptäcktes den 28 april 1932 av den sydafrikanske astronomen Cyril V. Jackson. Asteroidens preliminära beteckning var 1932 HL. Asteroiden fick senare namn efter den brittiska besittningen i Afrika med samma namn.
Asteroiden har en diameter på ungefär 48 kilometer och dess rotationstid har beräknats till 17,31 timmar.
Zambesias senaste periheliepassage skedde den 27 december 2024.